# Райони Вроцлава
Адміністративний поділ Вроцлава — територіальний поділ міста Вроцлава на допоміжні одиниці ґміни. З 1991 року це житлові масиви, яких на сьогодні налічується 48.

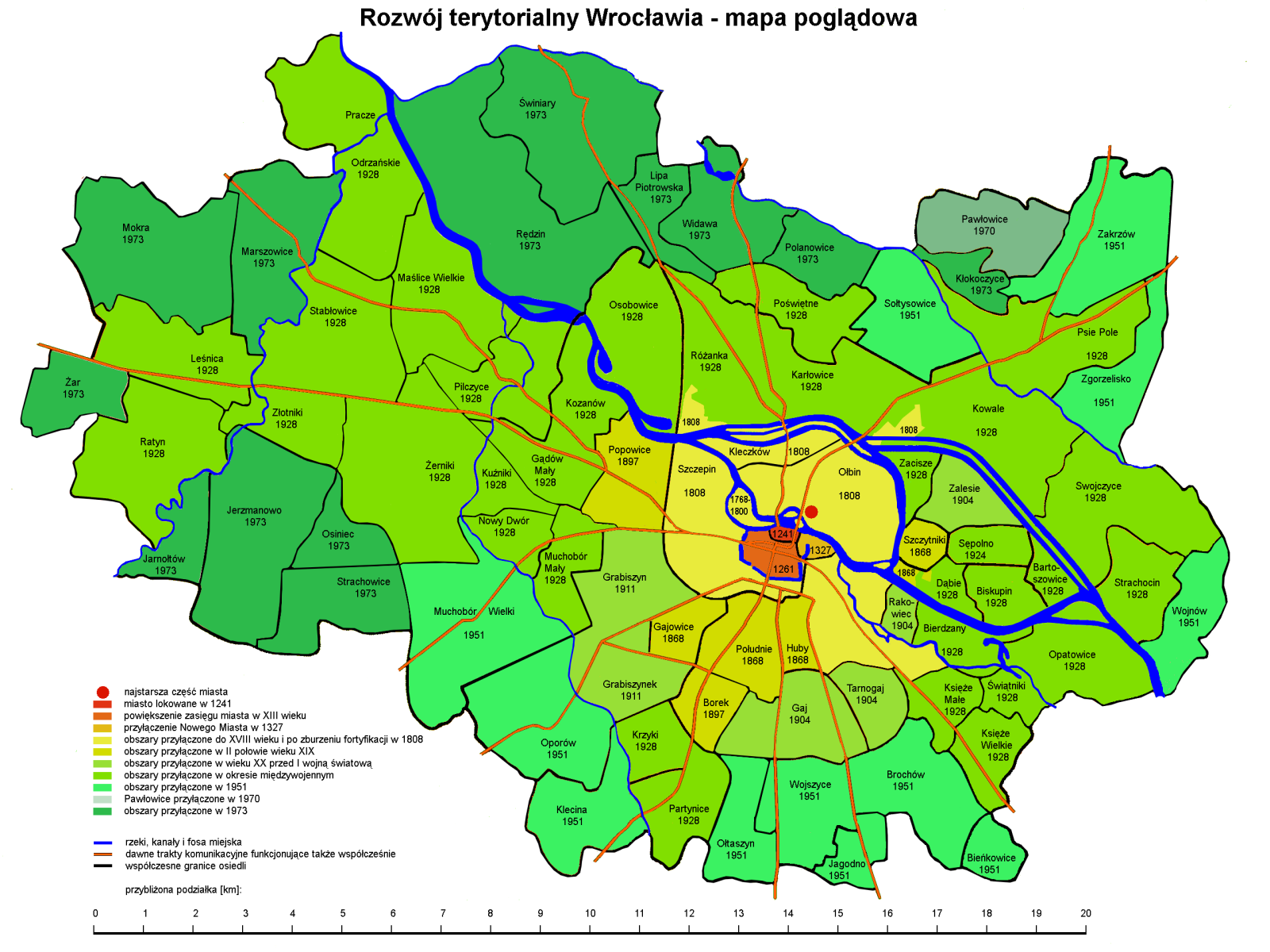
Територіальний розвиток міста

## Сучасний адміністративний поділ (з 1991 р.)

### Поділ на поселення
У 1991 році міська рада Вроцлава скасувала існуючі в часи Польської Народної Республіки районні управління та розпочала процес об’єднання колишніх районних відділів у загальноміські, який тривав протягом 1990-х років. Однак державні інституції часто все ще мають компетенцію щодо територій колишніх округів, наприклад окружні суди, відділи ZUS або податкові служби. Їхні назви також використовуються в багатьох інших ситуаціях, наприклад, у разі забуття довоєнних топонімів (особливо на території колишнього району Середмістя), що часто призводить до помилок, як у випадку з районом Кшикі та однойменний житловий масив.
Обговорювалося створення районів самоврядування за прикладом Варшави чи Кракова, а також створення організацій самоврядування колишніх міст: Псє Поле та Лєсніца, але дискусії не привели до розробки конкретних рішень. На підставі постанови Вроцлавської міської ради  натомість були створені житлові масиви, які мають маєткові ради та правління, які виконують обмежені функції місцевого самоврядування . Нинішні межі маєтків встановлено постановою Вроцлавської міської ради від 21 січня 2016 року , в якій змінено межі деяких маєтків.
| Адміністративні райони (od 1991)    | Кількість мешканців в тис. 2017(2008) | Зміна кількості населення 2008-2017 | Кількість житла (2017) | Площа (km²) | Густота населення (ос/km²) | Колишній р-н | Примітки: райони                                                                       | Німецька назва (do 1945)                                                                                   |
| ----------------------------------- | ------------------------------------- | ----------------------------------- | ---------------------- | ----------- | -------------------------- | ------------ | -------------------------------------------------------------------------------------- | --- |
| Гайовиці                            | 24,8 (27,6)                           | ↓10,4%                              | 13 789                 | 1,71        | 14502,92                   | Фабрична     |                                                                                        | Gabitz |
| Гаюв-Поповиці Полудньове            | 25,8 (26,4)                           | ↓2,3%                               | 12 830                 | 3,13        | 8242,81                    | Фабрична     | - Гондув Малий - Поповиці                                                              | - Klein-Gandau - Pöpelwitz                                                                                 |
| Грабішин-Грабішинек                 | 13,8 (13,1)                           | ↑5,3%                               | 8 217                  | 4,09        | 3374,08                    | Фабрична     | - Грабішин - Грабішинек                                                                | - Gräbschen - Leedeborn                                                                                    |
| Єжманово-Ярнолтув-Страховіце-Осінєц | 2,1 (1,8)                             | ↑16,7%                              | 666                    | 17,21       | 122,02                     | Фабрична     | - Єжманово - Ярнолтув - Страховиці - Осінєц                                            | - Hermannsdorf - Arnoldsmühle - Schöngarten                                                                |
| Кужники                             | 5,9 (6,2)                             | ↓4,8%                               | 2 357                  | 1,46        | 4041,10                    | Фабрична     |                                                                                        | Schmiedefeld                                                                                               |
| Лесниця                             | 28,1 (21,4)                           | ↑31,3%                              | 12 806                 | 40,92       | 686,71                     | Фабрична     | - Лесниця - Стабловиці - Злотники - Маршовиці - Ратинь - Мокра - Пустки - Жар - Гайова | - Deutsch-Lissa - Stabelwitz - Goldschmieden - Marschwitz - Rathen - Muckerau - Heidau - Saara - Altenhain |
| Маслиці                             | 10,1 (6,4)                            | ↑57,8%                              | 5 125                  | 6,61        | 1527,99                    | Фабрична     |                                                                                        | Masselwitz                                                                                                 |
| Мухобур малий                       | 8,4 (8,8)                             | ↓4,5%                               | 3 455                  | 4,96        | 1693,55                    | Фабрична     |                                                                                        | Klein-Mochbern                                                                                             |
| Мухобур великий                     | 12,2 (7,8)                            | ↑56,4%                              | 7 093                  | 6,86        | 1778,43                    | Фабрична     |                                                                                        | Groß-Mochbern                                                                                              |
| Новий двур                          | 16,4 (18,2)                           | ↓9,9%                               | 6 902                  | 1,91        | 8586,39                    | Фабрична     |                                                                                        | Mariahöfchen                                                                                               |
| Опорув                              | 7,0 (6,4)                             | ↑9,4%                               | 3 317                  | 6,46        | 1083,59                    | Фабрична     |                                                                                        | Opperau |
| Пілчиці-Кожанув-Поповиці Пулночне   | 33,5 (36,3)                           | ↓7,7%                               | 16 143                 | 8,53        | 3927,32                    | Фабрична     | - Пілчице - Кожанув - Поповиці                                                         | - Pilsnitz - Cosel - Pöpelwitz                                                                             |
| Праце Оджанське                     | 5,0 (3,2)                             | ↑56,2%                              | 2 688                  | 10,02       | 499,00                     | Фабрична     | - Праце Оджанське - Янувек - Нова Карчма                                               | - Herrnprotsch - Johannisber - Neusand                                                                     |
| Жернікі                             | 3,9 (3,4)                             | ↑14,7%                              | 1 495                  | 3,90        | 1000,00                    | Фабрична     |                                                                                        | Neukirch                                                                                                   |
| Бєньковіце                          | 0,5 (0,5)                             | 0,0%                                | 179                    | 1,43        | 349,65                     | Кшикі        |                                                                                        | Benkwitz                                                                                                   |
| Борек                               | 13,0 (13,9)                           | ↓6,5%                               | 7 582                  | 2,75        | 4727,27                    | Кшикі        |                                                                                        | Kleinburg                                                                                                  |
| Брохув                              | 7,4 (5,0)                             | ↑48,0%                              | 3 894                  | 3,73        | 1983,91                    | Кшикі        |                                                                                        | Brockau |
| Гай                                 | 20,3 (19,7)                           | ↑3,0%                               | 10 493                 | 2,60        | 7807,69                    | Кшикі        |                                                                                        | Herdain |
| Хуби                                | 21,1 (23,3)                           | ↓9,4%                               | 10 962                 | 2,06        | 10242,72                   | Кшикі        | Хуби, Глинянки                                                                         | Huben, Lehmgruben                                                                                          |
| Ягодно                              | 5,6 (2,0)                             | ↑180,0%                             | 4 337                  | 3,42        | 1637,43                    | Кшикі        |                                                                                        | |
| Клеціна                             | 6,5 (5,2)                             | ↑25,0%                              | 3 836                  | 3,76        | 1728,72                    | Кшикі        |                                                                                        | Klettendorf                                                                                                |
| Кшикі-Партиніце                     | 19,9 (13,3)                           | ↑49,6%                              | 12 532                 | 5,25        | 3790,48                    | Кшикі        | - Кшикі - Партиніце                                                                    | - Krietern - Hartlieb                                                                                      |
| Ксьонже                             | 5,9 (4,8)                             | ↑22,9%                              | 3 531                  | 10,24       | 576,17                     | Кшикі        | - Ксьонже мале i Ксьонже Велике - Сьвьонтнікі - Опатовіце - Бердзани - Новий Дом       | - Tschansch - Althofnass - Ottwitz - Pirscham - Neuhaus                                                    |
| Ольташин                            | 6,6 (4,9)                             | ↑34,7%                              | 3 191                  | 3,37        | 1958,46                    | Кшикі        |                                                                                        | Oltaschin (później: Herzogshufen)                                                                          |
| Повстанців Шльонських               | 28,2 (32,1)                           | ↓12,1%                              | 17 252                 | 2,37        | 11898,73                   | Кшикі        | в народі Південь, також включає Дворек та частину історичних Гайовіц                   | Kaiser-Wilhelm-Viertel                                                                                     |
| Пшедмєйсцє Олавське                 | 22,3 (24,2)                           | ↓7,9%                               | 14 268                 | 5,96        | 3741,61                    | Кшикі        |                                                                                        | Ohlauer Vorstadt                                                                                           |
| Тарногай                            | 6,8 (4,9)                             | ↑38,8%                              | 6 036                  | 2,94        | 2312,93                    | Кшикі        |                                                                                        | Dürrgoy |
| Войчице                             | 5,9 (4,1)                             | ↑43,9%                              | 3 160                  | 3,27        | 1804,28                    | Кшикі        |                                                                                        | Woischwitz (później: Hoinstein)                                                                            |
| Карловіце-Ружанка                   | 33,6 (35,3)                           | ↓4,8%                               | 16 233                 | 10,68       | 3146,07                    | Псє Поле     | - Карловіце - Ружанка - Міровєц - Поланка - Посьвьонтне                                | - Carlowitz - Rosenthal - Friedewalde - Polinke - Lilenthal                                                |
| Клечкув                             | 6,4 (6,7)                             | ↓4,5%                               | 4 725                  | 1,87        | 3422,46                    | Псє Поле     |                                                                                        | Kletschkau                                                                                                 |
| Ковале                              | 2,3 (2,1)                             | ↑9,5%                               | 933                    | 6,42        | 358,26                     | Псє Поле     |                                                                                        | Cawallen                                                                                                   |
| Ліпа Пйотровска                     | 1,8 (0,5)                             | ↑260,0%                             | 1 662                  | 2,88        | 625,00                     | Псє Поле     |                                                                                        | Leipe-Petersdorf                                                                                           |
| Особовіце-Родзін                    | 3,0 (2,3)                             | ↑30,4%                              | 1 409                  | 18,62       | 161,12                     | Псє Поле     | - Особовіце - Родзін                                                                   | - Oswitz - Ransern                                                                                         |
| Павловіце                           | 2,2 (1,9)                             | ↑15,8%                              | 771                    | 4,43        | 496,61                     | Псє Поле     |                                                                                        | Pawelwitz (później: Wendelborn)                                                                            |
| Полановіце-Посьвьонтне-Лігота       | 4,5 (3,6)                             | ↑25,0%                              | 2 826                  | 5,63        | 799,29                     | Псє Поле     | - Лігота - Полановіце - Посьвьонтне                                                    | - Sternsiedlung Rosenthal - Pohlanowitz - Lilenthal                                                        |
| Псє Поле-Завідавіє                  | 29,6 (25,5)                           | ↑16,1%                              | 14 277                 | 16,43       | 1801,58                    | Псє Поле     | - Псє Поле - Закжув - Згожеліско - Клокочице                                           | - Hundsfeld - Sakrau - Görlitz - Glockschütz                                                               |
| Солтисовіце                         | 3,7 (2,9)                             | ↑27,6%                              | 2 223                  | 4,54        | 814,98                     | Псє Поле     |                                                                                        | Schottwitz                                                                                                 |
| Свойчице-Страхоцін-Войнув           | 6,3 (4,7)                             | ↑34,0%                              | 4 170                  | 12,47       | 505,21                     | Псє Поле     | - Страхоцін - Свойчице - Войнув - Попєле                                               | - Strachate (później: Drachenwald) - Schwoitsch (później: Güntherbrücke) - Drachenbrunn - Popel            |

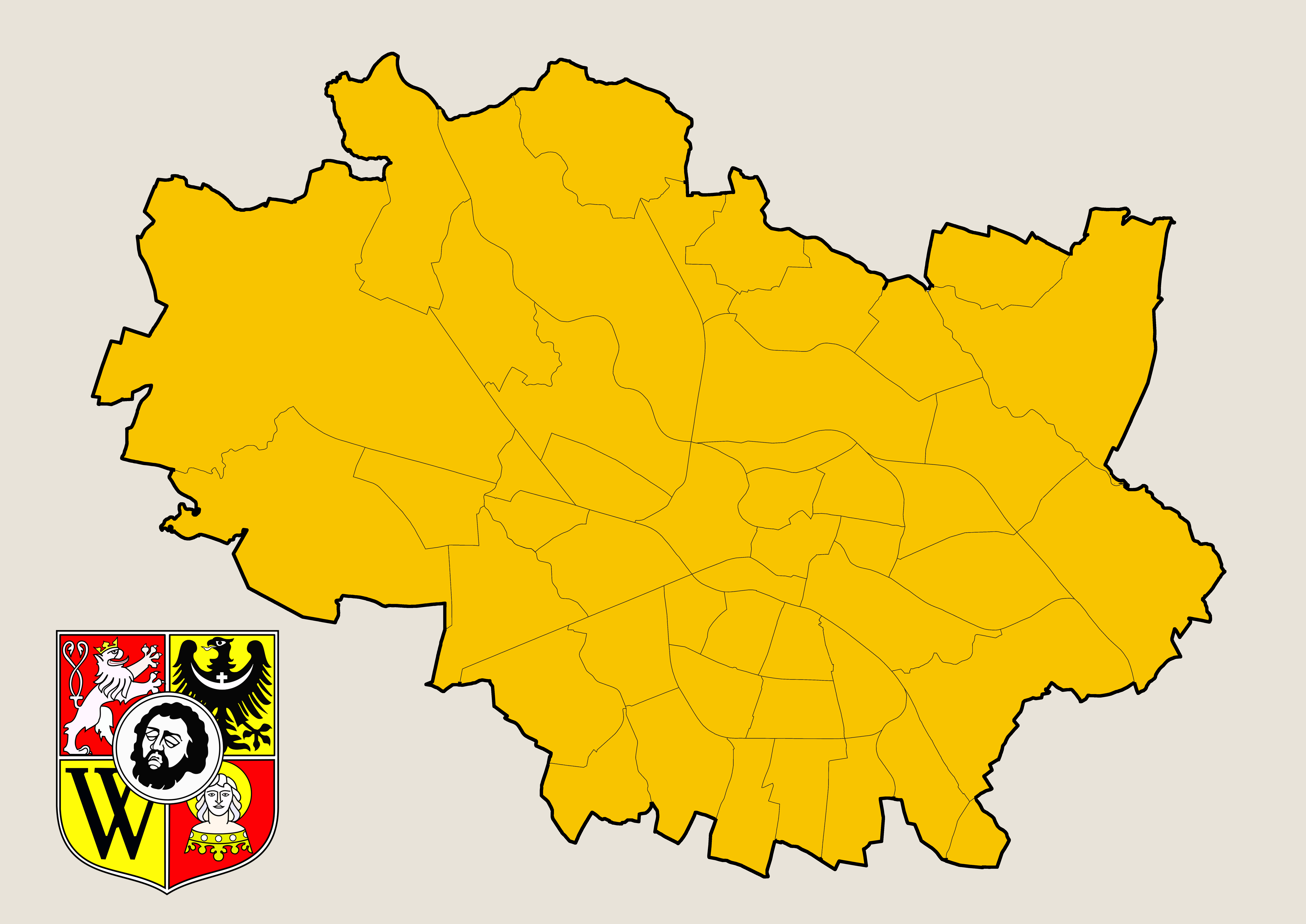
Межі житлових масивів у Вроцлаві з 2016 року

| Сьвінари                            | 0,7 (0,8)                             | ↓12,5%                              | 259                    | 9,13        | 76,67                      | Псє Поле     |                                                                                        | |
| Відава                              | 1,6 (1,4)                             | ↑14,3%                              | 580                    | 4,09        | 391,20                     | Псє Поле     |                                                                                        | Weide |
| Пшедмєйстє Свєдніцке                | 14,6 (17,0)                           | ↓14,1%                              | 10 372                 | 1,50        | 9733,33                    | Старе місто  |                                                                                        | Schweidnitzer Vorstadt                                                                                     |
| Старе місто                         | 10,3 (12,5)                           | ↓17,6%                              | 6 699                  | 2,00        | 5150,00                    | Старе місто  | історичне старе місто та нове місто                                                    | Altstadt, Neustadt                                                                                         |
| Щепін                               | 20,9 (23,2)                           | ↓9,9%                               | 13 365                 | 4,39        | 4760,82                    | Старе місто  | Пшедмєйстє Міколайське                                                                 | Tschepine, Nikolai-Vorstadt                                                                                |
| Біскупін-Сепольно-Домбє-Бартошовіце | 22,1 (22,3)                           | ↓0,9%                               | 10 043                 | 5,89        | 3752,12                    | Центр        | - Бартошовіце - Біскупін - Домбє - Сепольно                                            | - Bartheln - Bischofswalde - Grüneiche - Zimpel                                                            |
| Надодже                             | 24,8 (28,0)                           | ↓11,4%                              | 14 211                 | 1,98        | 12525,25                   | Центр        |                                                                                        | Oder-Vorstadt                                                                                              |
| Олбін                               | 34,6 (39,2)                           | ↓11,7%                              | 19 020                 | 2,61        | 13256,71                   | Центр        |                                                                                        | Elbing |
| Площа Грюнвальдська                 | 14,5 (15,3)                           | ↓5,2%                               | 7 399                  | 1,44        | 10069,44                   | Центр        | охоплює територію колишнього села Рибаки                                               | Fischerau                                                                                                  |
| Заціше-Залєсє-Щитнікі               | 4,7 (4,1)                             | ↑14,6%                              | 1 536                  | 3,67        | 1280,65                    | Центр        | - Щитнікі - Заціше - Залєсє                                                            | - Scheitnig - Wilhelmsruh - Leerbeuthel, Leerbeutel                                                        |

### Розподіл за дослідженнями
У «Дослідженні умов і напрямів просторового розвитку Вроцлава  застосовано зовсім інший поділ міста, відповідний містобудівним нормам міста, на районні комплекси і ці комплекси на планувальні території: міські комплекси та райони забудови.
- Комплекс Центрального району
- Комплекс Гандовського району
- Комплекс Кшицького району
- Олавський районний комплекс
- Комплекс Карловіцького району
- Комплекс лісництва
- Комплекс району Псіє Поле

## Історичний адміністративний поділ Вроцлава

### Адміністративний поділ до 1945 року
До 1945 року Вроцлав (тоді Бреслау) був поділений на два етапи: на Stadteile (частини міста), що відповідали колишнім районам, і вони були поділені на Viertel (райони), іноді адміністративно пов’язані один з одним, що походить від початкового поділу. середньовічного міста на чотири частини, тобто Фіртель (станом на 1904–1911) 

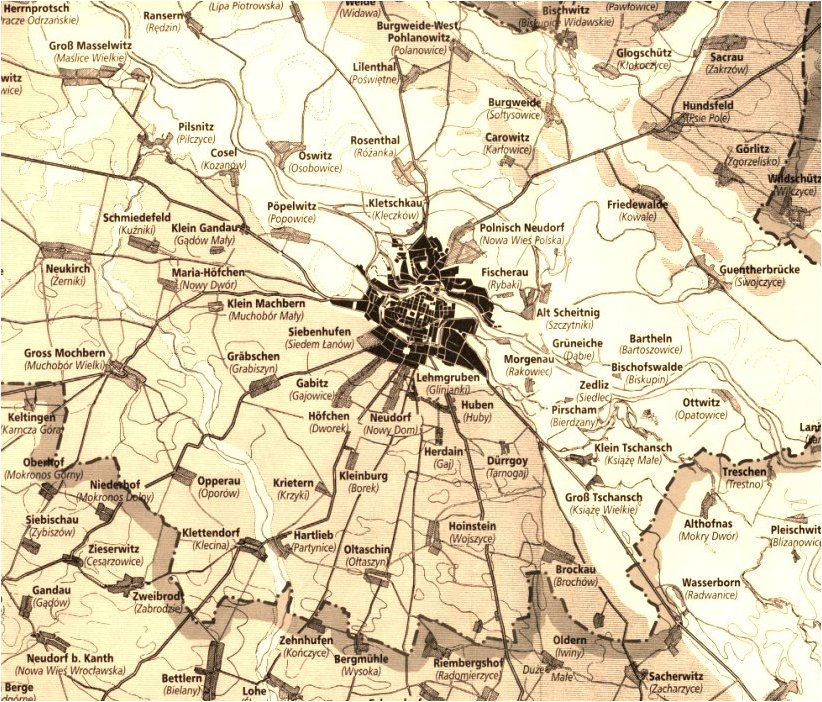
Околиці Вроцлава в 1900 році

#### Старе місто(Altstadt)
- Schloßviertel (Замковий район)
- Taschenviertel (район Санк)
- Neumarktviertel (район Новий Тарг)
- Elisabethviertel (район Св. Елізабет)

#### Оджанський район(Oder-Stadtteil)
- Matthiasviertel (район святого Матвія)
- Bürgerwerder ( Кепа Мєщанська )
- Schießwerderviertel (Кепа Стшелецька)
- Elbing ( Олбін )
- Kletschkau ( Клечкув )
- Polinke ( Поланка )

#### район Пяскове(Sand-Stadtteil)
- Domviertel (Кафедральний район; Острів Тумський )
- Hochschulviertel (Академічний округ); Neu-Scheitnig (Нові Щитніки)
- Штернфіртель (район зірковий)
- Михайлісфіртель (район святого Михайла)
- Шейтніг ( Щитники )
- Leerbeutel ( Залісся )

#### район Олави(Ohlauer Stadteil)
- Mauritiusviertel (район св. Мауріція)
- Ohleviertel (район Олавський)
- Morgenau ( Раковєц )
- Parschner Viertel (Парчув)

#### район Стшелін(Strehlener Stadteil)
- Teichäckern  (Ставкові поля)
- Lehmgruben ( Глинянки )
- Herdain ( Гай )
- Huben ( Хуби )
- Dürrgoy ( Тарногай )

#### Свідницький район(Schweidnitzer Stadtteil)
- Tauentzienviertel (район Тауенцін)
- Siebenhufen (Сім Ланів)
- Gabitz ( Гайовіце )
- Neudorf (Нова Вєсь)
- Kleinburg ( Борек )
- Kaiser-Wilhelm-Viertel (квартал кайзера Вільгельма)

#### Міколайський район(Nikolai-Stadteil)
- Friedrich-Wilhelm-Viertel (квартал Фредеріка Вільгельма)
- Märkisches Viertel (район Маркійський)
- Tschepine ( Шчепін )
- Pöpelwitz ( Поповіце )
- Zankholz (Спірний ліс)

### Адміністративний поділ 1945-1952

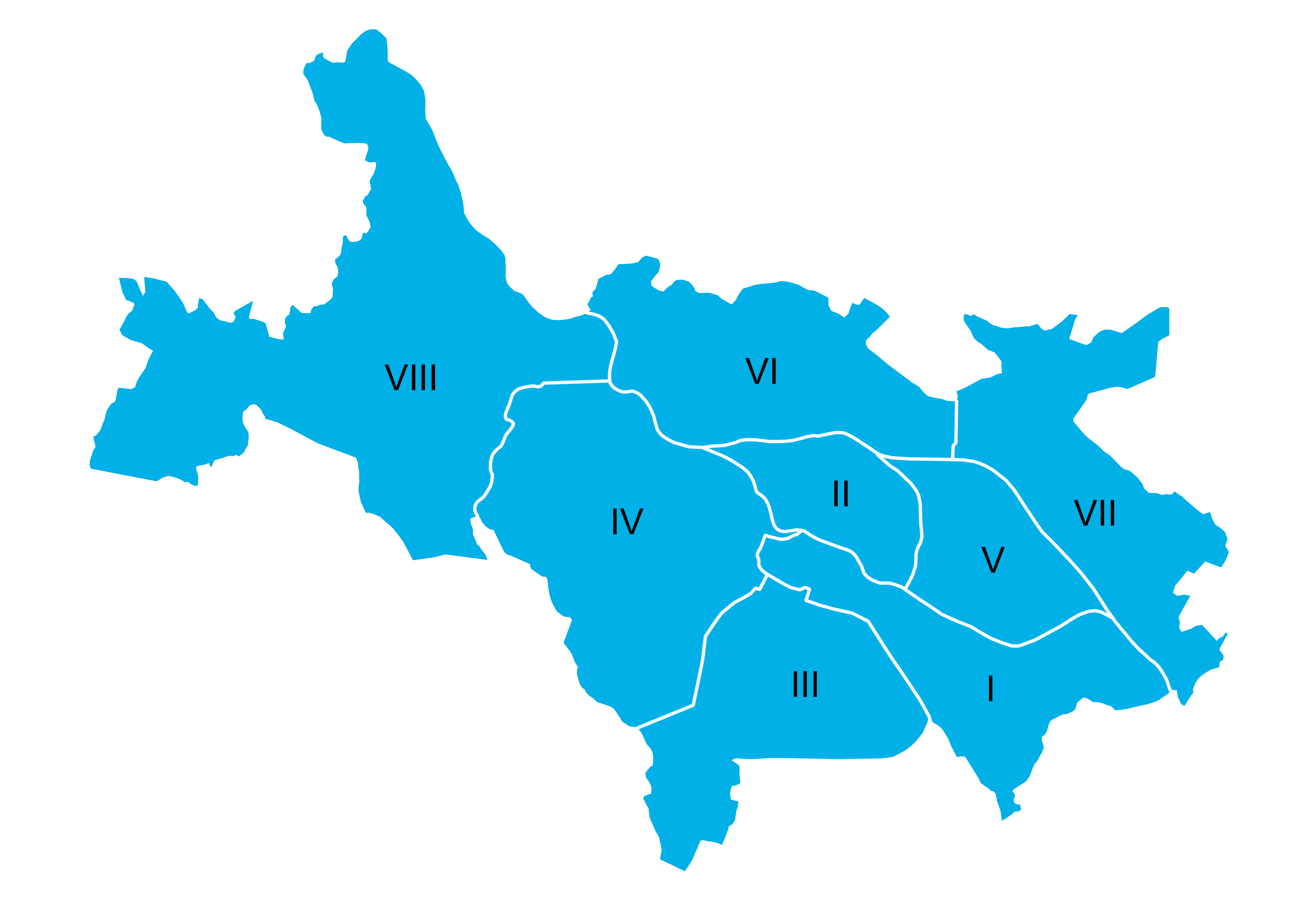
Поділ Вроцлава на області в 1946–1951 рр

Прийняття влади в місті польською адміністрацією у 1945 році спричинило також зміни в адміністративному поділі Вроцлава. Існуючий поділ, яким користувалися німці, перестав діяти, а замість нього міська управа запровадила поділ на 12 нових одиниць – областей, але вже в 1946 році їх кількість скоротилася до восьми. Керуючою установою для кожного з восьми районів була Муніципальна районна канцелярія – допоміжний підрозділ міської ради. У 1951 році чотири райони збільшили свою площу за рахунок приєднаних до міста житлових масивів. Поділ Вроцлава на вісім районів перестав діяти в 1952 році, коли їх замінили п'ять районів, межі яких частково збігалися з межами колишніх районів. До складу окремих областей увійшли такі населені пункти:
- Район I - Старе місто, район Олавське, Мале Ксьонже, Велике Ксєнже та південно-східні житлові масиви, окружний офіс знаходився на вул. Герцена, 12
- Район II - територія, обмежена Одрою, Стара Одрою та Міським каналом, окружний офіс знаходився на вулиці Сталіна, 62 (сьогодні Jedności Narodowej)
- Район III - південні житлові масиви Вроцлава, у 1951 році були додані Брохув, Бєньковіце, Ягодно, Клецина, Ламовіце Старе, Олташин і Войшице, місце розташування районного управління було на вулиці Костюшко, 31
- Район IV - південно-західні житлові масиви міста, територія пізнішого району Фабрична, Опорув і Мухобор Великий були додані в 1951 році, місце розташування районного управління було на вулиці Podwale Mikołajskie, 13
- Район V - зона т.зв Wielka Wyspa, резиденція крайового представництва знаходилась на вулиці Партизантів, 68
- Район VI - північні житлові масиви Вроцлава, у 1951 році було додано Солтисовіце, місце розташування районного управління було на вулиці Каспровича, 46
- Район VII - Пше Поле та східні житлові масиви міста, у 1951 році були додані Закшув, Згожеліско та Войнув, місце розташування районного управління було на вулиці Krzywoustego 290
- Округ VIII – Лєшніца та західні населені пункти міста, місце розташування окружного відділу було на вулиці Скочиляса, 16.

### Адміністративний поділ 1952-1990
Після адміністративної реформи 1950 р. Вроцлав був поділений на п'ять районів, з районними національними радами як органами єдиної державної влади.
У дужках дата приєднання до Вроцлава ; відсутність такої дати означає, що маєток є частиною середньовічного ядра міста.

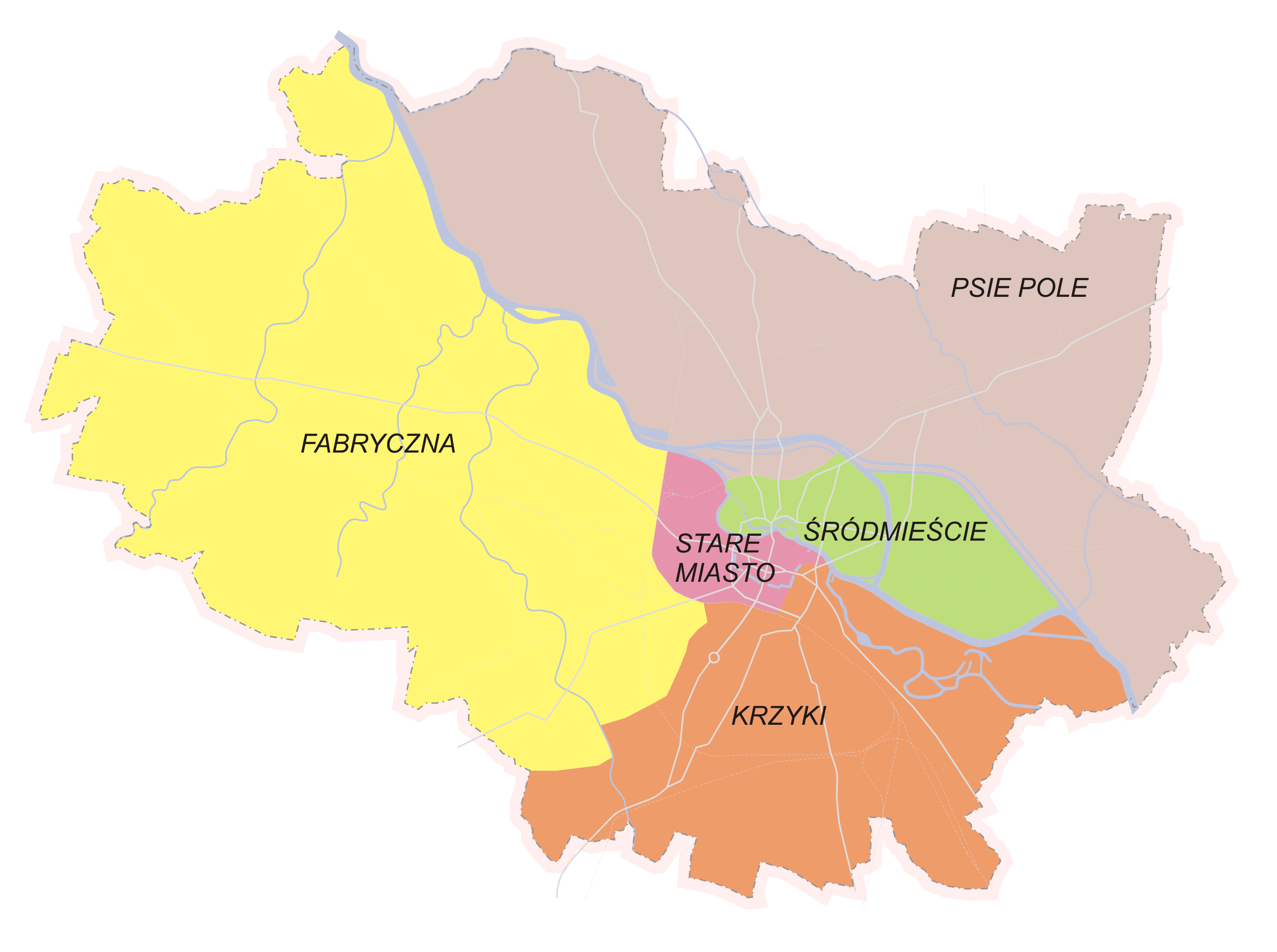
П'ять районів Вроцлава

#### Старе місто
- Старе місто
- район Свідниця (1808)
- Щепін (1808)

#### Центр міста
- Бартошовиці (1928)
- Біскупін (1928)
- Дабі (1928)
- Надодже (1991 – засновано після поділу Олбіна)
- Ольбін (1808)
- Plac Grunwaldzki (1991 – створено після поділу Олбіна)
- Сепольно (1924)
- Заціше (1928)
- Залісся (1904)
- Щитники (1808 Stare Szczytniki; 1868 Nowe Szczytniki)

#### Кшики
- Бєнковіце (1951)
- Бердзяни (1928)
- Борек (1897)
- Брохов (1951)
- Дворек (1868)
- Гай (1904)
- Глинянки (1868)
- Хуби (1868)
- Ягодно (1951)
- Клєціна (1951)
- Кшики (1928)
- Ксьонже Маленькі та Великі (1928)
- Старе Ламовіце (1951)
- Новий Дом (1928)
- Олташин (1951)
- Опатовіце (1928)
- Партиніце (1928)
- Полуднє (1868)
- Олавське район (1808)
- Раковець (1904)
- Сєдлец (1928)
- Свьонтники (1928)
- Тарногай (1904)
- Вілчи Конт (1808)
- Войшице (1951)

#### Псі Поле
- Карловіце (1928)
- Клечков (1808)
- Клокочице (1973)
- Ковале (1928)
- Лесіца (1973)
- Лігота (1928)
- Ліпа Піотровска (1973)
- Мілосткув/Марзанув (1951)
- Мировець (1928)
- Особовіце (1928)
- Павловіце (1970)
- Поланка (1808)
- Полановіце (1973)
- Посвьонтне (1928)
- Праче Віданське (1973)
- Псі Поле (1928)
- Редзін (1973)
- Ружанка (1928)
- Солтисовіце (1951)
- Страхоцін (1928)
- Свойчице (1928)
- Свіняри (1973)
- Відава (1973)
- Войнув (1951)
- Закжув (1951)
- Згожеліско (1951)

#### Фабрична
- Гайовиці (1868)
- Гондув малий (1928)
- Грабішин (1911)
- Грабішинек (1911)
- Янувек (1973)
- Ярнолтув (1973)
- Єжманово (1973)
- Козанув (1928)
- Кужники (1928)
- Лесниця (1928)
- Маршовиці (1973)
- Маслиці (1928)
- Мокра (1973)
- Мухобур малий (1928)
- Мухобур великий (1951)
- Нова Карчма (1928)
- Нове Доми (1928)
- Новий Двур (1928)
- Опорув (1951)
- Пільчице (1928)
- Поповиці (1897)
- Праче Оджаньскє (1928)
- Пусткі (1928)
- Ратинь (1928)
- Стабловіце (1928)
- Нові Стабловіце (1928)
- Страховіце та Осінець (1973)
- Злотнікі (1928)
- Жар (1973)
- Жернікі (1928)

## Виноски
1. ↑  Załącznik do uchwały nr XX/110/91 Rady Miejskiej Wrocławia z 20 marca 1991 [Архівовано 2019-10-16 у Wayback Machine.].
2. ↑  Uchwała nr XX/419/16 Rady Miejskiej Wrocławia z dnia 21 stycznia 2016 r. zmieniająca uchwałę nr XX/110/91 Rady Miejskiej Wrocławia w sprawie podziału Wrocławia na osiedla (PDF). Dz. Urz. Woj. 2016.465 (пол.). Wojewoda Dolnośląski. 29 січня 2016. Процитовано 16 жовтня 2019.
3. ↑  Małgorzata Wieliczko. Reforma wrocławskich osiedli. Fundusz osiedlowy. 100 prac prezydenta Jacka Sutryka (пол.). wroclaw.pl. Процитовано 9 вересня 2019.
4. ↑  Studium uwarunkowań i kierunków zagospodarowania przestrzennego [Архівовано 2021-03-09 у Wayback Machine.].

## Зовнішні посилання
- Вроцлав - район чи житловий масив?